# Вершинная (приток Худосея)
Вершинная — река в России, протекает по территории Ямало-Ненецкого автономного округа. Устье реки находится в 366 км по левому берегу реки Худосей. Длина реки составляет 33 км.

## Данные водного реестра
По данным государственного водного реестра России относится к Нижнеобскому бассейновому округу, водохозяйственный участок реки — Таз. Речной бассейн реки — Таз.
Код объекта в государственном водном реестре — 15050000112115300068803.